# Rivarossa (Borghetto di Borbera)
Rivarossa è una frazione abbandonata del comune di Borghetto di Borbera.

## Collocazione
Situata sulle pendici del monte Gavasa, è la frazione più elevata del comune ed è raggiungibile per sentiero dalle Strette del Borbera.

## Storia

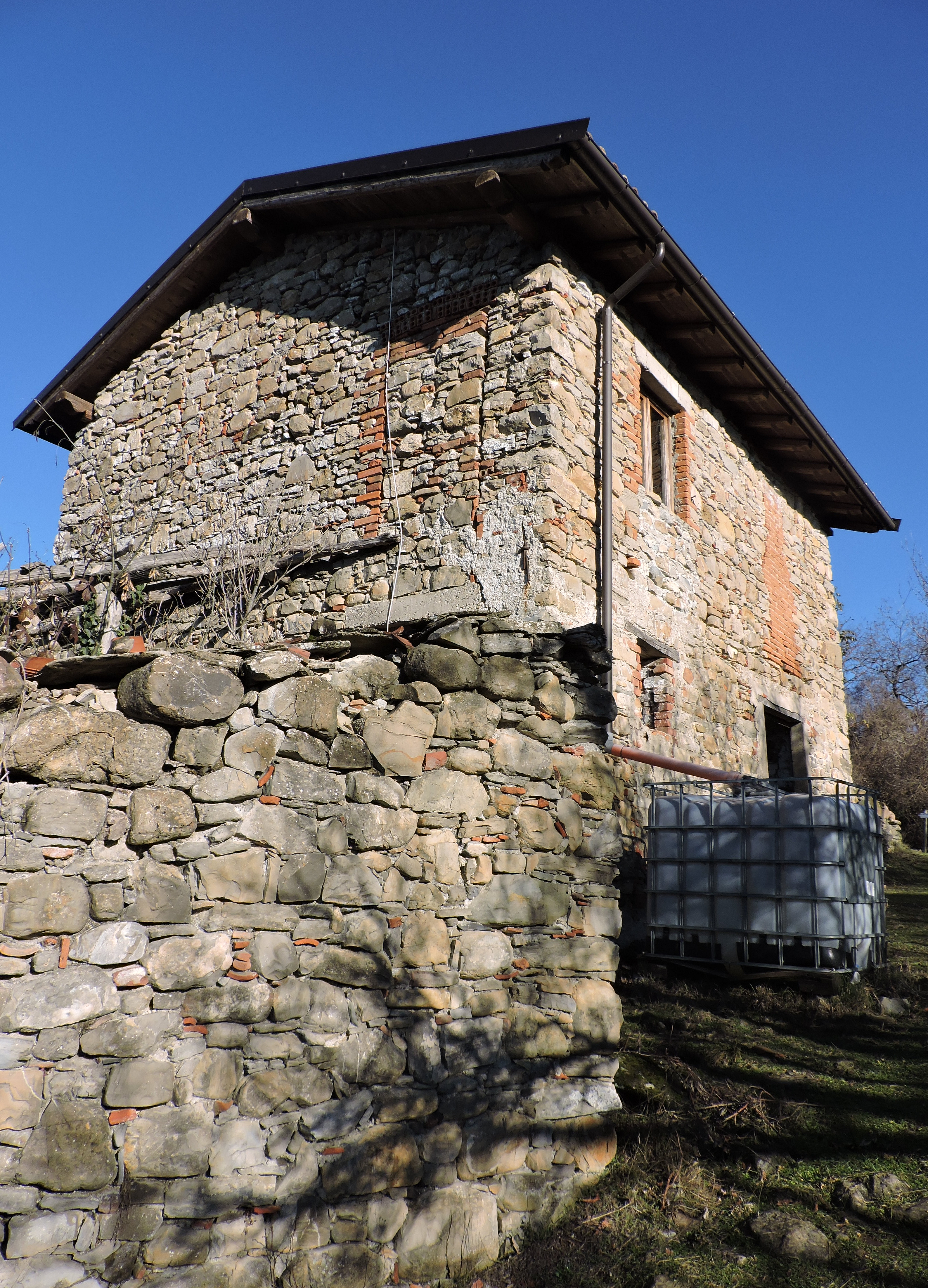
Il bivacco CAI

Rivarossa era un tempo frazione del comune di Molo di Borbera, ma per i servizi già gravitava su Borghetto, l'attuale capoluogo comunale. Il paese venne abbandonato attorno alla metà del XX secolo a seguito del trasferimento degli abitanti nelle città della zona, attratti dalle occupazioni offerte dal boom industriale. 
Le case sono ormai quasi tutte diroccate: resta intatto il vecchio pozzo, una casa trasformata in bivacco e la chiesetta che domina dall'alto il paese.

## Edifici di interesse

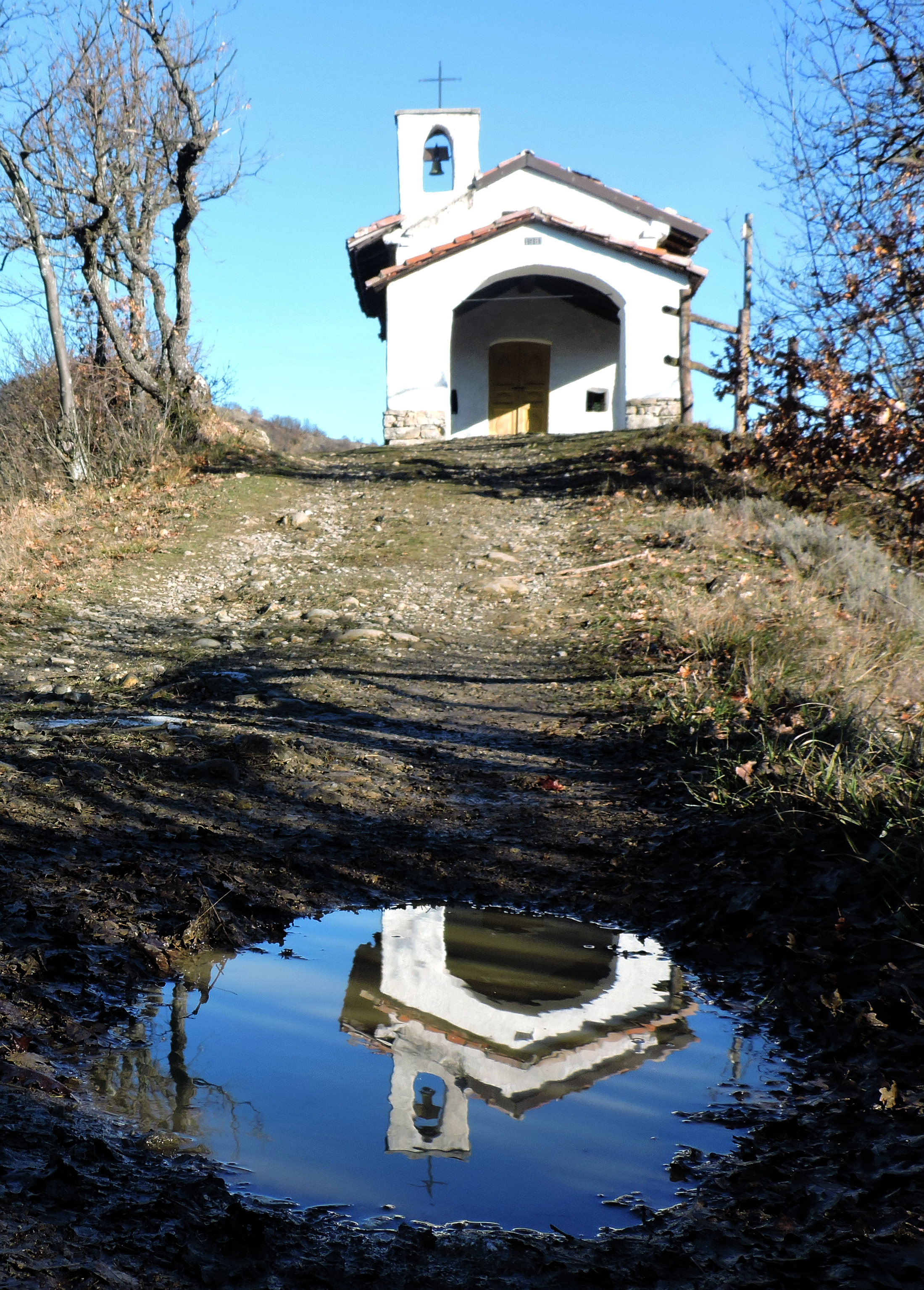
La chiesetta

Tra gli edifici in rovina resta ben conservata una casa con stalla, che è diventata bivacco dopo la ristrutturazione nel 2006 effettuata dal CAI di Novi Ligure in collaborazione con la Comunità Montana Valle Borbera e Valle Spinti. È intitolato a Alda e Carlo Marchesotti.
Poco lontano dal paese abbandonato si trova la Madonna di Rivarossa (755 m), una piccola chiesetta che ricade già sotto il comune di Cantalupo Ligure. L'edificio all'interno conserva una statua mariana e alcuni affreschi. Il paese è noto per la propria bella posizione panoramica